# Лук'яненко Віталій Володимирович
Віталій Володимирович Лук'яненко (нар. 15 травня 1978, Суми, Українська РСР) — український лижник, біатлоніст. Чемпіон зимових Паралімпійських ігор 2010 року у Ванкувері, дворазовий чемпіон зимової Паралімпіади 2014 у Сочі та Паралімпіади 2018 у Пхьончхані.

## Біографія
Почав займатися спортом у Сумському обласному центрі «Інваспорт» з 1997 року. Спортсмен закінчив факультет фізичної культури Харківського педагогічного інституту. Зараз живе у м. Харкові.
Мав невеликі вади зору, тому спершу займався лижними гонками зі здоровими спортсменами. Суттєве погіршення спричинили його перехід у паралімпійську збірну.

## Спортивна кар'єра
Віталій Лук'яненко є багаторазовим чемпіоном та призером чемпіонатів та кубків світу з зимових видів спорту періоду 1999–2001 років, неодноразовий призер етапів кубку та чемпіонатів світу з зимових видів спорту 2003–2005 років. Чемпіон і срібний призер (біатлон) та срібний і бронзовий призер (лижні гонки) кубку світу 2007 року з зимових видів спорту серед спортсменів з вадами зору.
Виступи у Кубках світу 2012 року принесли йому сім срібних винагород в естафетах та біатлоні. На Чемпіонаті світу 2013 у м. Солефті (Швеція) Віталій виборов три «срібла» у біатлоні (середня дистанція), біатлоні (довга дистанція) та естафеті (відкритий клас). Він є дворазовим бронзовим призером фіналу Кубку світу 2013 року.
Результатами виступів у Кубках світу 2014 року стали «срібло» та «бронза».
Тренується у Харківському обласному центрі «Інваспорт».
На відкритті Зимових Паралімпійських ігор 2018 року був прапороносцем паралімпійської команди України.

### Олімпійські нагороди
Спортсмен брав участь в Паралімпійських іграх у Нагано, Солт-Лейк-Сіті, Турині, Ванкувері, Сочі, Пхьончхані.

### Зимові Паралімпійські ігри 2002
- Біатлон — лижна гонка, 5 км

### Зимові Паралімпійські ігри 2006
- Біатлон
- Біатлон
- Лижні гонки

### Зимові Паралімпійські ігри 2010
- Біатлон — гонка переслідування серед слабкозорих спортсменів, 3 км, у зв'язці з — Володимиром Івановим, час — 10.54,3
- — Індивідуальна гонка, 12.5 км.

### Зимові Паралімпійські ігри 2014(Сочі,Росія)
У Сочі у спортсменці у цих дисциплінах допомагав спортсмен-лідер (гайд) Бабар Борис Борисович.
| Місце          | Дисципліна                   |
| -------------- | ---------------------------- |
| Біатлон        |                              |
| Золото         | 7,5 км, з вадами зору.       |
| Золото         | 12,5 км, з вадами зору.      |
| Лижні перегони |                              |
| Срібло         | естафета, 4х2,5 км, відкрита |

### Зимові Паралімпійські ігри 2018(Пхьончхан,Південна Корея)
На цій Паралімпіаді спортсменці з вадами зору допомагав по дистанції спортсмен-лідер (гайд) Іван Марчишак.
| Місце   | Дисципліна            |
| ------- | --------------------- |
| Біатлон |                       |
| Золото  | 7,5 км, з вадами зору |
| Золото  |                       |

### Зимові Паралімпійські ігри 2022(Пекін,Китай)
| Місце   | Дисципліна             |
| ------- | ---------------------- |
| Біатлон |                        |
| Золото  | 6 км, з вадами зору    |
| Золото  | 10 км, з вадами зору   |
| Срібло  | 12,5 км, з вадами зору |

## Державні та регіональні нагороди
- Орден князя Ярослава Мудрого V ст. (29 березня 2018) — за значний особистий внесок у розвиток паралімпійського руху, підготовку спортсменів міжнародного класу, забезпечення високих спортивних результатів національною паралімпійською збірною командою України на XII зимових Паралімпійських іграх 2018 року[3][4]
- Нагороджений орденом «За заслуги» ІІІ ступеня (2002), II ступеня (2006) та I ступеня (2010).
- Почесний громадянин Харківської області (2018)[5].